# Лицо ангела (коктейль)

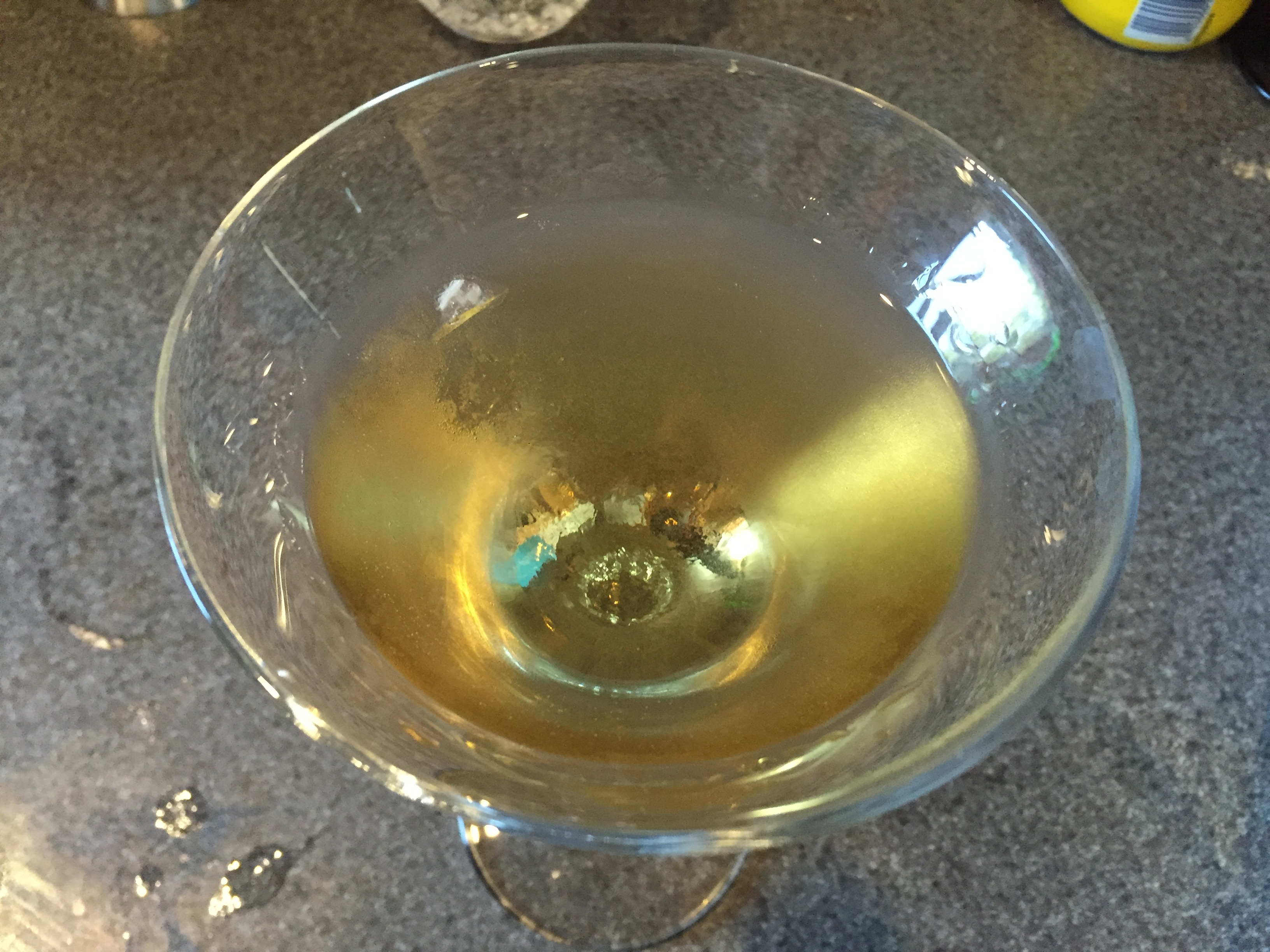
Внешний вид коктейля

«Лицо Ангела» (англ. Angel Face) — алкогольный коктейль на основе джина, абрикосового бренди и кальвадоса. Классифицируется как коктейль на весь день (англ. All day cocktail). Входит в число официальных коктейлей Международной ассоциации барменов (IBA), категория «Незабываемые» (англ. Unforgettables).

## История
Первое документальное упоминание коктейля обнаруживается в книге Гарри Крэддока The Savoy Cocktail Book, изданной в 1930 году, где смешивается из компонентов в равных пропорциях. Предположительно получил название в честь Эйба Камински по прозвищу Ангельское Личико, участника Пурпурной банды (англ. The Purple Gang), действовавшей в Детройте в 1920—1930 годах.

## Рецепт и ингредиенты
Для приготовления коктейля по официальному рецепту Международной ассоциации барменов требуется по 30 мл джина, абрикосового бренди и кальвадоса, которые смешиваются в шейкере со льдом и наливаются в коктейльный бокал. Гарнир не предусмотрен.